# Гоуп Тауншип (Нью-Джерсі)
Гоуп Тауншип (англ. Hope Township) — селище (англ. township) в США, в окрузі Воррен штату Нью-Джерсі. Населення — 1835 осіб (2020).

## Демографія
Згідно з переписом 2010 року, у селищі мешкали 1952 особи в 741 домогосподарстві у складі 558 родин. Було 809 помешкань
Расовий склад населення:
| - 96,2 % — білих - 1,6 % — азіатів - 1,2 % — чорних або афроамериканців |

До двох чи більше рас належало 0,6 %. Частка іспаномовних становила 4,1 % від усіх жителів.
За віковим діапазоном населення розподілялося таким чином: 22,6 % — особи молодші 18 років, 62,7 % — особи у віці 18—64 років, 14,7 % — особи у віці 65 років та старші. Медіана віку мешканця становила 45,2 року. На 100 осіб жіночої статі у селищі припадало 97,2 чоловіків;  на 100 жінок у віці від 18 років та старших — 97,8 чоловіків також старших 18 років.
Середній дохід на одне домашнє господарство  становив 104 911 долар США (медіана — 89 792), а середній дохід на одну сім'ю — 114 374 долари (медіана — 95 227). Медіана доходів становила 71 544 долари для чоловіків та 49 167 доларів для жінок. За межею бідності перебувало 4,6 % осіб, у тому числі 7,2 % дітей у віці до 18 років та 1,8 % осіб у віці 65 років та старших.
Цивільне працевлаштоване населення становило 979 осіб. Основні галузі зайнятості: освіта, охорона здоров'я та соціальна допомога — 17,5 %, виробництво — 14,6 %, науковці, спеціалісти, менеджери — 11,5 %, роздрібна торгівля — 10,7 %.